# Tjoeij Lin Alienilin
Tjoeij Lin Alienilin, född 25 augusti 1943, är en indonesisk bågskytt. Hon deltog vid olympiska sommarspelen 1972.